# ایستگاه سنخواست
 ایستگاه سنخواست، روستایی است از توابع بخش هلالی و در شهرستان جغتای استان خراسان رضوی ایران.

## خط راه‌آهن
- خط راه‌آهن تهران-مشهد

## جمعیت
این روستا در دهستان میان جوین قرار داشته و بر اساس سرشماری سال ۱۳۸۵ جمعیت آن ۸۳ نفر (۲۵ خانوار)
بوده است.